# São Vicente Ferrer (Pernambuco)
São Vicente Ferrer is een gemeente in de Braziliaanse deelstaat Pernambuco. De gemeente telt 17.333 inwoners (schatting 2009).

## Economie
De belangrijkste economische activiteiten in São Vicente Ferrer zijn gerelateerd aan de handel in de agrarische sector, met name de productie van vee, en het oogsten van bananen, druiven en suikerriet.